# أسل متجمع
الأسَل المتجمع (باللاتينية: Juncus conglomeratus) هو نوع نباتي ينتمي إلى جنس الأسل من الفصيلة الأسلية.

## البيئة والانتشار
موطنه المغرب العربي ومعظم مناطق أوروبا، وانتشر أيضًا في أستراليا والولايات المتحدة والبرازيل.